# نیکوکدئین
نیکوکدئین (انگلیسی: Nicocodeine) نوعی مسکن اوپیوئیدی و ضدسرفه است که در حال حاضر در اکثر کشورها دیگر  مورد استفاده قرار نمی‌گیرد.